# 木下あゆ美

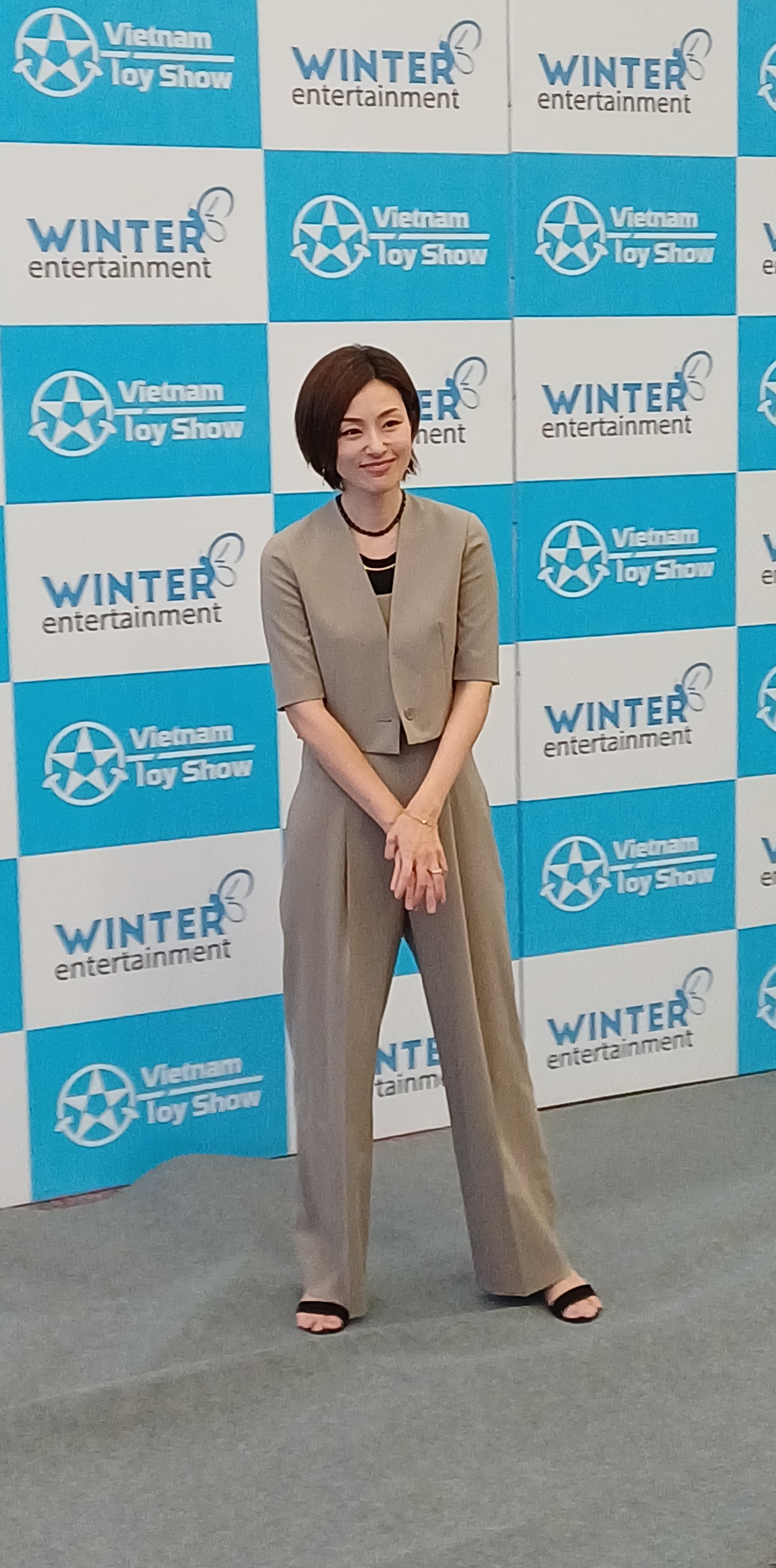

木下 あゆ美（きのした あゆみ、1982年12月13日 - ）は、日本の女優、声優。旧芸名は藤沢 あゆ美。愛知県立熱田高等学校卒業。金城学院大学短期大学部生活学科卒業。
愛知県知多市出身、ウェーブマネジメント名古屋→パーツ（ウェーブマネジメント名古屋がパーツに改組・改名）→スターダストプロモーションを経てエンノに所属。

## 来歴
2004年から2005年まで放送されたスーパー戦隊シリーズ『特捜戦隊デカレンジャー』にて、礼紋茉莉花 / デカイエロー役で出演。
2004年5月発売の初写真集「れもん色の午後」は、翌年Amazon.comの2005年タレント写真集、年間売り上げ第4位にランクインした。同写真集は2007年4月に再版され、セブン＆アイのタレント写真集の当該週の売り上げ1位を記録した。
2011年の『海賊戦隊ゴーカイジャー』第5話にて、5年ぶりに礼紋茉莉花役でゲスト出演。
2013年には『獣電戦隊キョウリュウジャー』にて福井優子/キョウリュウシアン(2代目)役で、スーパー戦隊シリーズに再びレギュラー出演を果たした。
2012年12月13日に、アパレル会社のデザイナー兼会社経営者の男性と結婚。2014年7月7日に第1子の男児、2017年7月31日に第2子の男児、2019年11月11日に第3子の女児を出産。

## 人物
兄弟は兄1人と姉2人がいる。
特技はスノーボード、回転しても目が回らないこと、卓球で、中学・高校時代は卓球部に所属していた。
喫茶店・ファミレス・スポーツクラブの受付のアルバイト経験がある。
『デカレンジャー』で共演した菊地美香と仲がよく、互いのブログによく登場する。

## 出演

### テレビドラマ
- 顔泥棒（2000年8月、テレビ朝日）
- R-17 第1話 - 第6話（2001年4月12日 - 5月17日、テレビ朝日） - 生徒 役
- 長良川巡礼（2001年9月29日、NHK） - 津島可奈子 役
- スーパー戦隊シリーズ（テレビ朝日）
  - 特捜戦隊デカレンジャー（2004年2月15日 - 2005年2月6日） - 礼紋茉莉花 / デカイエロー 役
  - 海賊戦隊ゴーカイジャー 第5話（2011年3月20日） - 礼紋茉莉花 役
  - 獣電戦隊キョウリュウジャー（2013年2月24日 - 2014年2月9日） - 福井優子 / キョウリュウシアン 役
  - 王様戦隊キングオージャー 第33話（2023年10月15日） - 福井優子 役[5]
- 怨み屋本舗 シリーズ（テレビ東京） - 主演・怨み屋 役
  - 怨み屋本舗（2006年7月14日 - 9月29日）
  - 怨み屋本舗スペシャル 〜家族の闇 モンスター・ファミリー〜（2008年1月6日）
  - 怨み屋本舗スペシャル2 〜マインドコントロールの罠〜（2009年1月7日）
  - 怨み屋本舗 REBOOT（2009年7月3日 - 9月25日）
- 結婚式へ行こう!（2006年12月18日 - 2007年3月9日、TBS） - 北沢真琴 役
- 美味學院（デリシャスガクイン）（2007年4月2日 - 6月25日、テレビ東京） - 三条アゲハ 役
- ミラクルボイス（2008年1月3日、TBS） - 武内千鶴 役
- 検事・朝日奈耀子シリーズ（テレビ朝日） - 北野留美 役[6]
  - 検事・朝日奈耀子6（2008年1月12日）
  - 検事・朝日奈耀子7（2009年3月7日）
  - 検事・朝日奈耀子8（2009年10月31日）
  - 検事・朝日奈耀子9（2010年7月17日）
  - 検事・朝日奈耀子10（2011年2月12日）
  - 検事・朝日奈耀子11（2011年11月12日）
  - 検事・朝日奈耀子12（2012年6月2日）
  - 検事・朝日奈耀子13（2013年3月9日）
  - 検事・朝日奈耀子14（2013年10月26日）
  - 検事・朝日奈耀子15（2014年5月24日）
  - 検事・朝日奈耀子16（2015年5月2日）
  - 検事・朝日奈耀子17（2016年4月9日）
  - 検事・朝日奈耀子18（2016年11月12日）
- 三十万人からの奇跡〜二度目のハッピーバースディ〜（2008年3月26日、テレビ東京） - 森本佳織 役
- 逃亡者 おりん 烈火の巻（2008年9月26日、テレビ東京） - 土井佐奈子 役
- LOVE GAME 第8話（2009年6月11日、読売テレビ） - 新藤阿由葉 役
- 仮面ライダーW 第21話・第22話（2010年2月、テレビ朝日） - 九条綾 役
- 娼婦と淑女（2010年4月5日 - 7月2日、東海テレビ） - 久我山（羽賀、清瀬）麗華 役
- FACE MAKER 第12話（2010年12月23日、読売テレビ） - 小松亜紀 役
- この世界の片隅に（2011年8月5日、日本テレビ） - テル 役
- 科捜研の女 第11シリーズ初回スペシャル（2011年10月20日、テレビ朝日） - 宮内美津保 役
- 忠臣蔵〜その義その愛（2012年1月2日、テレビ東京） - 小萩 役
- 連続テレビ小説 梅ちゃん先生 第25話・第26話・第40話（2012年4月30日・5月1日・17日、NHK） - 冴子 役
- 赤川次郎原作 毒〈ポイズン〉 第5話（2012年11月1日、読売テレビ） - 河村真智子 役
- ドクターハート 薮田公介の事件カルテ（2014年11月19日、テレビ東京） - 麻生美由紀 役
- 浅見光彦シリーズ51中央構造帯（2014年12月5日、フジテレビ） - 堀江晶代 役
- 神谷玄次郎捕物控2 第7話（2015年5月15日、NHK BSプレミアム） - お鳥 役
- 刑事7人 第7話（2015年8月26日、テレビ朝日） - 田所真弓 役
- 狩矢父娘シリーズ17（2016年1月30日、テレビ朝日） - 秋山葵 役
- 警視庁ゼロ係〜生活安全課なんでも相談室〜 第4話（2016年2月5日、テレビ東京） - 桂木真歩 役[7]
- 西村京太郎トラベルミステリー 第66作「釧路・帯広殺人ルート」（2016年7月2日、テレビ朝日） - 星野奈月 役
- 相棒 season15 第7話「フェイク」（2016年11月23日、テレビ朝日） - 中山有里 役[8]
- Xmasミステリー特別企画 ホテル警備隊 田辺素直（2016年12月25日、テレビ東京） - 斉藤真美 役
- くノ一忍法帖（2018年4月3日 - 9月11日、BSジャパン） - お蓮 役
- 忘却のサチコ 第4歩「マグロと愛と幻と」（2018年11月2日、テレビ東京） - 石井愛美 役
- 特捜9 第6話「星型の殺意」（2019年5月15日、テレビ朝日） - 藤本理紗 役
- 降り積もれ孤独な死よ 第8話（2024年8月25日、読売テレビ・日本テレビ系） - 店員 役

### テレビアニメ
- ガラスの仮面（2005年 - 2006年、テレビ東京） - 青木麗 役
- ツバサ・クロニクル（NHK教育） - 電子音 役
- 遊☆戯☆王5D's（2008年4月 - 2011年3月、テレビ東京） - 十六夜アキ 役
- 戦隊レッド 異世界で冒険者になる（2025年、AT-X） - 通行人 役

### その他のテレビ番組
- しゃちっ娘（2005年7月 - 9月、TBS）
- ひらめ筋GOLD（2005年 - 2006年、日本テレビ） - Dリーグ“HERO'S”メンバー
- 近未来予報ツギクル（2008年4月 - 2009年3月、フジテレビ）

### インターネット放送
- Aチャン（2006年9月 - 2007年11月、Yahoo!動画）
- Missing（2009年10月 - ）

### 映画
- スーパー戦隊シリーズ
  - 特捜戦隊デカレンジャー THE MOVIE フルブラスト・アクション（2004年） - 礼紋茉莉花 / デカイエロー 役
  - 烈車戦隊トッキュウジャーVSキョウリュウジャー THE MOVIE（2015年1月17日公開）[9] - キョウリュウシアンの声 役
- 手塚眞のホラーシアター ザ・バースデイ 〜運命の魔人〜#7【恐怖のダイエット】（2006年） - 愛美 役
- クール・ディメンション（2006年） - 矢沢美奈 役
- マスター・オブ・サンダー 決戦!!封魔龍虎伝（2006年） - 主演・アユミ 役[10]
- 哀憑歌 〜CHI-MANAKO〜（2008年） - 飯田マリ 役
- 真木栗ノ穴（2008年） - 浅香成美 役
- 10thアニバーサリー 劇場版 遊☆戯☆王 〜超融合!時空を越えた絆〜（2010年） - 十六夜アキ（声） 役
- ナチュラル・ウーマン2010（2010年） - 園田圭以子 役
- 仮面ライダーフォーゼ THE MOVIE みんなで宇宙キターッ!（2012年8月4日公開） - 白山静 役
  - 仮面ライダー×スーパー戦隊×宇宙刑事 スーパーヒーロー大戦Z（2013年4月27日公開） - スカイダインの声 役
- 「わたし」の人生（みち）我が命のタンゴ（2012年8月11日公開） - 鈴木理菜 役
- トラベラーズ 次元警察（2013年4月13日公開） - 主演・ユイ 役（長澤奈央とのW主演）
- 戦極 Bloody Agent（2014年10月11日公開） - 主演・アイカ 役
- くも漫。（2017年2月4日公開）[11]

### ネットムービー
- ネット版 仮面ライダー×スーパー戦隊×宇宙刑事 スーパーヒーロー大戦乙!〜Heroo!知恵袋〜あなたのお悩み解決します!（2013年4月12日・26日、東映特撮BB・テレ朝動画） - スカイダインの声、デカイエローの声 役
- ヒーローママ☆リーグ（2018年5月13日、東映特撮ファンクラブ） - 主演・礼紋茉莉花（旧姓） / デカイエロー 役
- グッドモーニング、眠れる獅子2（2023年4月12日、Lemino・ひかりTV） - 蜂矢の母 役（友情出演）[12]
- 特捜戦隊デカレンジャーwithトンボオージャー（2024年6月16日、東映特撮ファンクラブ） - 日渡茉莉花 / デカイエロー 役[13]
- REAL 恋愛殺人捜査班 Episode.1・Episode.2（2024年7月5日、FOD） - 浅間志帆 役

### 舞台
- 30-DELUX「BIRDS」（2005年、シアターサンモール）
- 朗読劇「苦情の手紙」（2008年7月12日、銀座博品館劇場）
- 渚のはなし（2011年8月16日 - 22日、中野 ザ・ポケット） - 澪 役

### オリジナルビデオ
- 頭狂23区外 終ワラヌ（2003年） - 黒木繭 役
- 姫 第一巻〜愛しすぎる女〜 第二話「気がきく女」（「愛しすぎる女II」と改題、2004年） - レイコ 役
- 幽霊より怖い話Vol.3 第二話「経理女」（2005年） - 柱谷絵里 役
- スーパー戦隊シリーズ（東映）
  - 特捜戦隊デカレンジャー スーパービデオ 超必殺わざ勝負!デカレッドVSデカブレイク（2004年）- 礼紋茉莉花 / デカイエロー 役
  - 特捜戦隊デカレンジャーVSアバレンジャー（2005年） - 礼紋茉莉花 / デカイエロー 役
  - 魔法戦隊マジレンジャーVSデカレンジャー（2006年） - 礼紋茉莉花 / デカイエロー 役
  - 特捜戦隊デカレンジャー 10 YEARS AFTER（2015年） - 日渡茉莉花 / デカイエロー 役[14]
  - スペース・スクワッド ギャバンVSデカレンジャー（2017年）- 日渡茉莉花 / デカイエロー 役[15]
  - ガールズ・イン・トラブル スペース・スクワッド  EPISODE ZERO（2017年）- 主演・日渡茉莉花 / デカイエロー 役
  - 特捜戦隊デカレンジャー 20th ファイヤーボール・ブースター（2024年）- 日渡茉莉花 / デカイエロー 役[16]
- 義経と弁慶（2005年） - 静御前 役 ※DVDのみ
- 遊☆戯☆王5D's 進化する決闘! スターダストVSレッド・デーモンズ（2008年） - 十六夜アキ 役

### 吹き替え
- パワーレンジャー・S.P.D.（2011年、東映チャンネル） - エリザベス・デルガド / イエローレンジャー 役

### CM
- JR西日本 旅に出る理由編（2000年、九州キャンペーン）
- エーザイ チョコラBBピュア（2001年 - ）
- JR東日本 「駅パラ」イメージガール （2004年）
- 牛角（2004年、デカレンジャー放送時間のみ）
- エルハウジング（2005年、京都市右京区に本社を置く不動産会社）
- スズキ SWIFT（2008年）

### PV
- GReeeeN「遥か」（2009年）
- 鴉「夢」（2009年）

### ラジオドラマ
- 流星倶楽部 第21話・第22話「走れ!彗星ランナー」（2006年、ABCラジオ） - 鮎川奈々 役
- 青春アドベンチャー「ラジオの前で」（2007年6月18日 - 29日、NHK-FM） - マリコ 役
- 東貴博のヤンピース　BITTER SWEET CAFE「ブルー・ブルー・ブルー」（2007年7月30日 - 8月9日、ニッポン放送） - ありか 役

### ゲーム
2000年代
- スターダスト presents 木下あゆ美 Dear My…（2005年 - 2006年）
- メタルギアアシッド2（2005年、本人 役）
- ドラゴンクエストソード 仮面の女王と鏡の塔（2007年、セティア）
- 遊☆戯☆王 ファイブディーズ Wheelie Breakers（2009年、十六夜アキ）
- 遊☆戯☆王ファイブディーズ タッグフォース4（2009年、十六夜アキ）

2010年代
- 遊☆戯☆王ファイブディーズ タッグフォース5（2010年、十六夜アキ）
- 遊☆戯☆王5D's Duel Transer（2011年、十六夜アキ）
- 遊☆戯☆王ファイブディーズ タッグフォース6（2011年、十六夜アキ）
- スーパー戦隊バトル ダイスオーEX（2014年、キョウリュウシアン〈優子〉）
- 仮面ライダー バトライド・ウォーII（2014年、スカイジェット）
- スーパーヒーロージェネレーション（2014年、スカイダイン）
- 遊☆戯☆王 ARC-V TAG FORCE SPECIAL（2015年、十六夜アキ）
- ドラゴンクエストライバルズ（2017年、セティア）
- 遊戯王 デュエルリンクス（2018年、十六夜アキ）

2020年代
- ポケモンマスターズEX（2022年、ジュピター）

### 玩具
- 特捜戦隊デカレンジャー SPライセンス（2017年10月）
- 特捜戦隊デカレンジャー SPライセンス -MEMORIAL EDITION-（2024年3月）

### その他
- 東京ドームシティアトラクションズ トウキョウパニッククルーズ（2009年） - ナビゲーター 役、カーラ 役

## 作品

### CD
| 発売日        | 楽曲タイトル                  | アーティスト名義 | 収録アルバム                                                    | 最高 順位 |
| ------------- | ----------------------------- | --- | --------------------------------------------------------------- | --------- |
| 2004年9月22日 | THE MOVIE VERSION! DEKARANGER | バン（載寧龍二）、ホージー（林剛史）、センちゃん（伊藤陽佑）、ジャスミン（木下あゆ美）、ウメコ（菊地美香）、テツ（吉田友一） | 特捜戦隊デカレンジャー オリジナルアルバム 特捜サウンドファイル3 | -位       |

- 「レミング」「太陽とアスファルト」（2000年）

### 写真集
- れもん色の午後（2004年5月、彩文館） ISBN 9784775600375
- La Dolce（2005年11月、宝島社） ISBN 9784796648721

### DVD
- Puro（2004年、オルスタックピクチャー）
- 木下あゆ美 コラボレーションBOX（2004年、さくら堂）
- Lettre（2005年、ハピネット・ピクチャー）
- La Dolce（2006年6月21日、ビーエムドットスリー）